# Roji

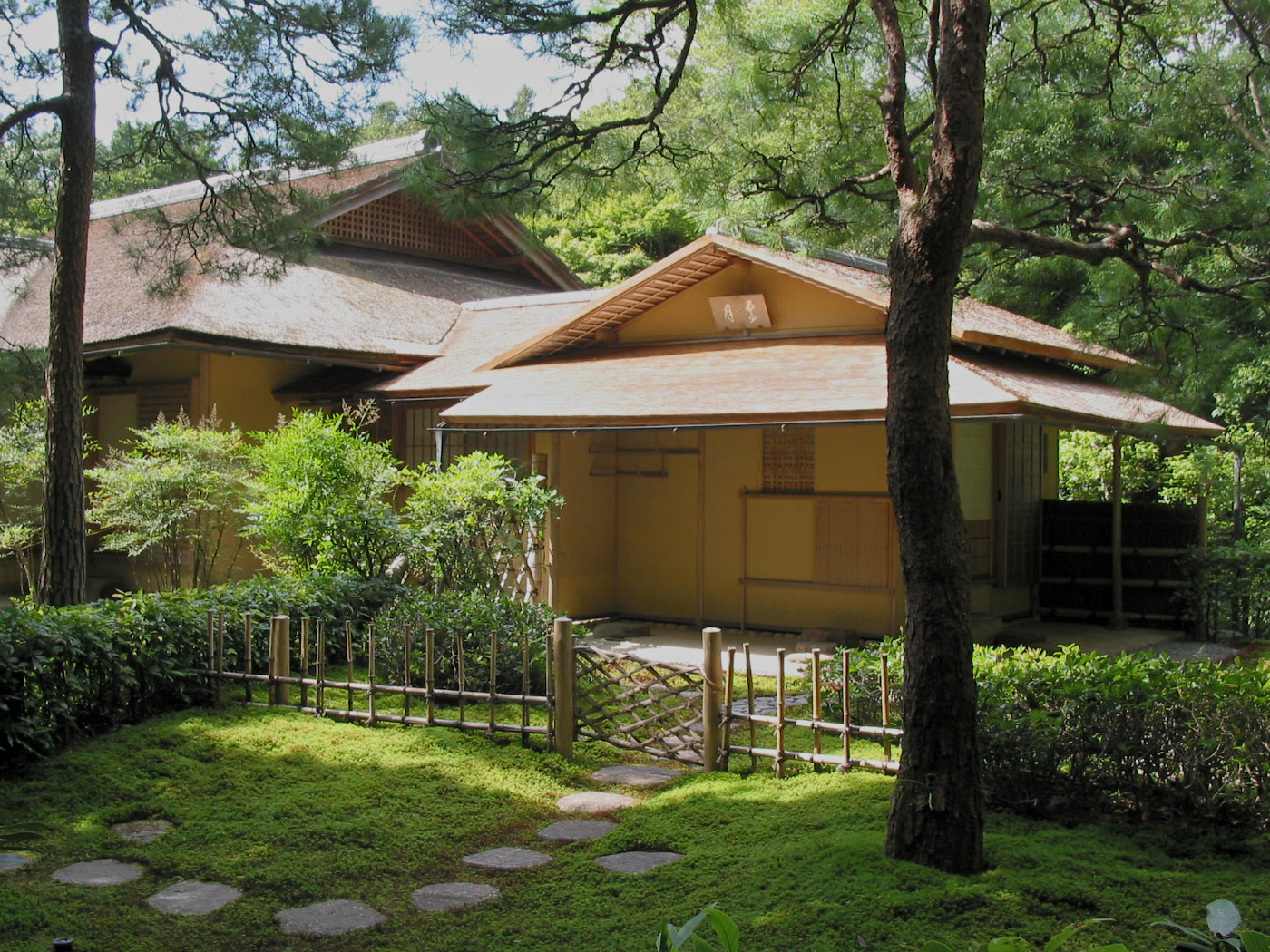
Roji que conduce al chashitsu Seigetsu en Ise Jingū

Roji (露 地), literalmente «suelo cubierto de rocío», es el término japonés utilizado para aquel jardín a través del cual se pasa al chashitsu para la ceremonia japonesa del té. El roji generalmente inspira un aire de sencillez, en el modo en que lo entiende la cultura de Japón.

## Evolución
Se dice que Sen no Rikyū fue importante en el desarrollo del roji pues en su vivienda llamada el «pino que cepilla las mangas» le dio ese nombre a su jardín de diminuto tamaño. Para su casa de té en Sakai, plantó setos para oscurecer la vista sobre el Mar Interior de Seto, de modo que, solo cuando un invitado se inclinaba sobre el lababo tsukubai podía apreciar la vista. Rikyū explicó su diseño citando un verso de Sōgi. El artista Kobori Enshū también fue un destacado entusiasta de los jardines roji.

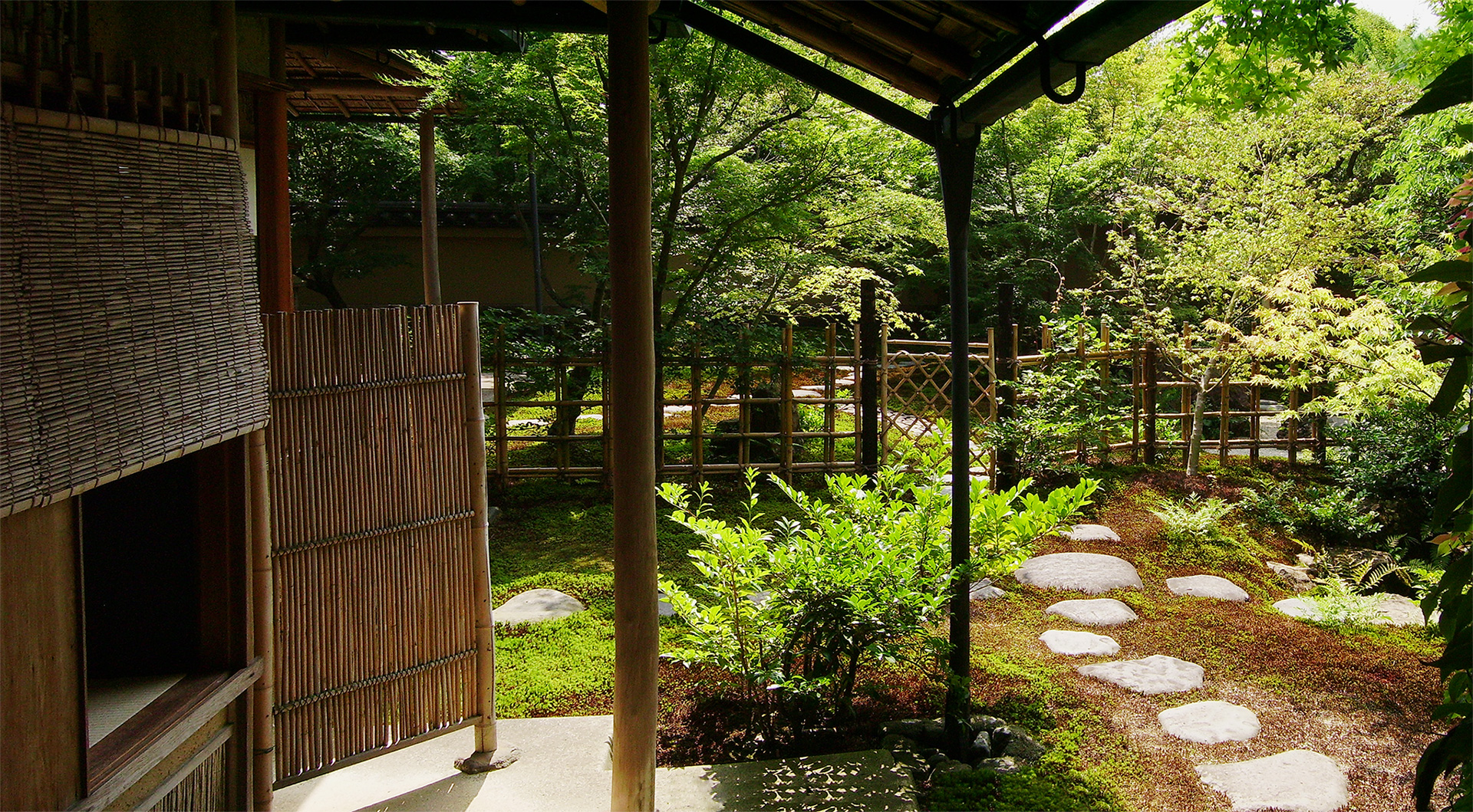
Roji con Nijiriguchi (entrada) a la «casa de té» en el Museo de Arte Adachi, de Yasugi

## Características
El roji generalmente se divide en un jardín exterior e interior, con un machiai (cenador de espera). Las características típicas incluyen un tsukubai (el lavabo de abluciones), tōrō (la linterna), tobi ishi (los escalones) y la puerta postigo. Generalmente se evitan las plantas ostentosas, prefiriéndose el musgo, los helechos y los árboles de hoja perenne, aunque con frecuencia se encuentran ume y arces japoneses, muy bellos en otoño.

## Influencia
Sadler sostiene que el roji, con su pequeño tamaño. sus proporciones armoniosas y su «impresión simple», sirvió de modelo para los jardines de los patios de las casas japonesas.

## Burakumin
En los trabajos de escritor japonés Nakagami Kenji, roji aparece en el sentido de «callejón», también puede ser entendido como un eufemismo para los guetos  buraku, donde el estrato social más bajo de la sociedad japonesa, los burakumin, solían vivir.